# Vlag van Cornwall
De vlag van Cornwall, ook Saint Piran's Flag genoemd, bestaat uit een wit kruis op een zwart veld. Saint Piran is de patroonheilige van de tinmijnwerkers én die van Cornwall. Hij stierf rond de 5e eeuw na Christus en wordt beschouwd als de beschermheilige van de tinmijnwerkers en Cornwall in het algemeen. De vlag toont een wit kruis op een zwarte achtergrond. In het Cornisch heet de vlag Baner Peran, in het Engels Saint Piran's Flag. De eerste schriftelijke verwijzing naar de vlag als het banier van Cornwall was in 1838. De vlag wordt beschouwd als het vaandel van het Cornisch schiereiland en zijn inwoners als mensen met Keltische wortels. Het symboliseert niet het hertogdom Cornwall.

## Gebruik vanaf de 20e eeuw
De vlag van Saint Piran wordt voor sommige gebouwen gehesen.
Het wordt gehesen tijdens Cornisch bijeenkomsten zoals Gorsedh Kernow, Saint Piran's Day (5 maart), Trevithick's Day in Camborne (april), het 'Obby 'Oss Festival in Padstow (mei), de Furry Dance in Helston (mei) en tijdens Cornisch rugbywedstrijden.
Als voertuigsticker verschijnt de vlag vaak samen met het woord Kernow (Cornisch voor Cornwall).
De vlag wordt wereldwijd gebruikt als symbool van de Cornisch diaspora en door Cornisch organisaties buiten het Verenigd Koninkrijk. Binnen Cornwall gebruiken verschillende organisaties de vlag.
De vlag van Saint Piran werd ook gevoerd op het koninklijke schip Gloriana tijdens de 50e verjaardagsparade van de troonsbestijging van koningin Elizabeth II in juni 2012, een van de eerste officiële gelegenheden waarbij de vlag verscheen naast de vlaggen die andere delen van het Verenigd Koninkrijk vertegenwoordigen (Engeland, Schotland, Noord-Ierland, Wales en Londen).

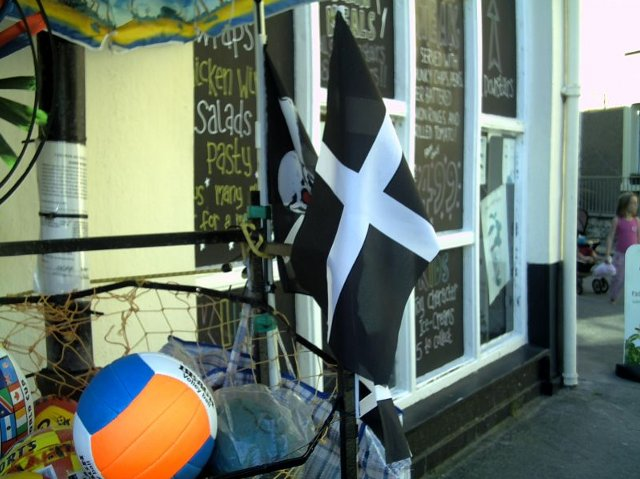
Souvenirvlaggen voor een café
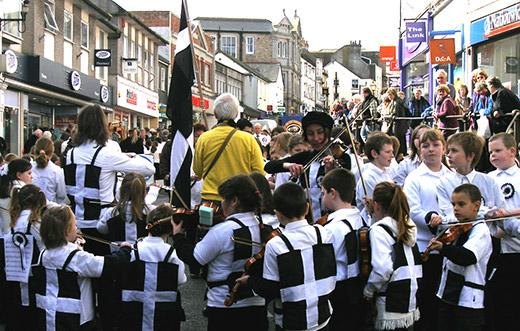
Sint-Piran's feest in Penzance
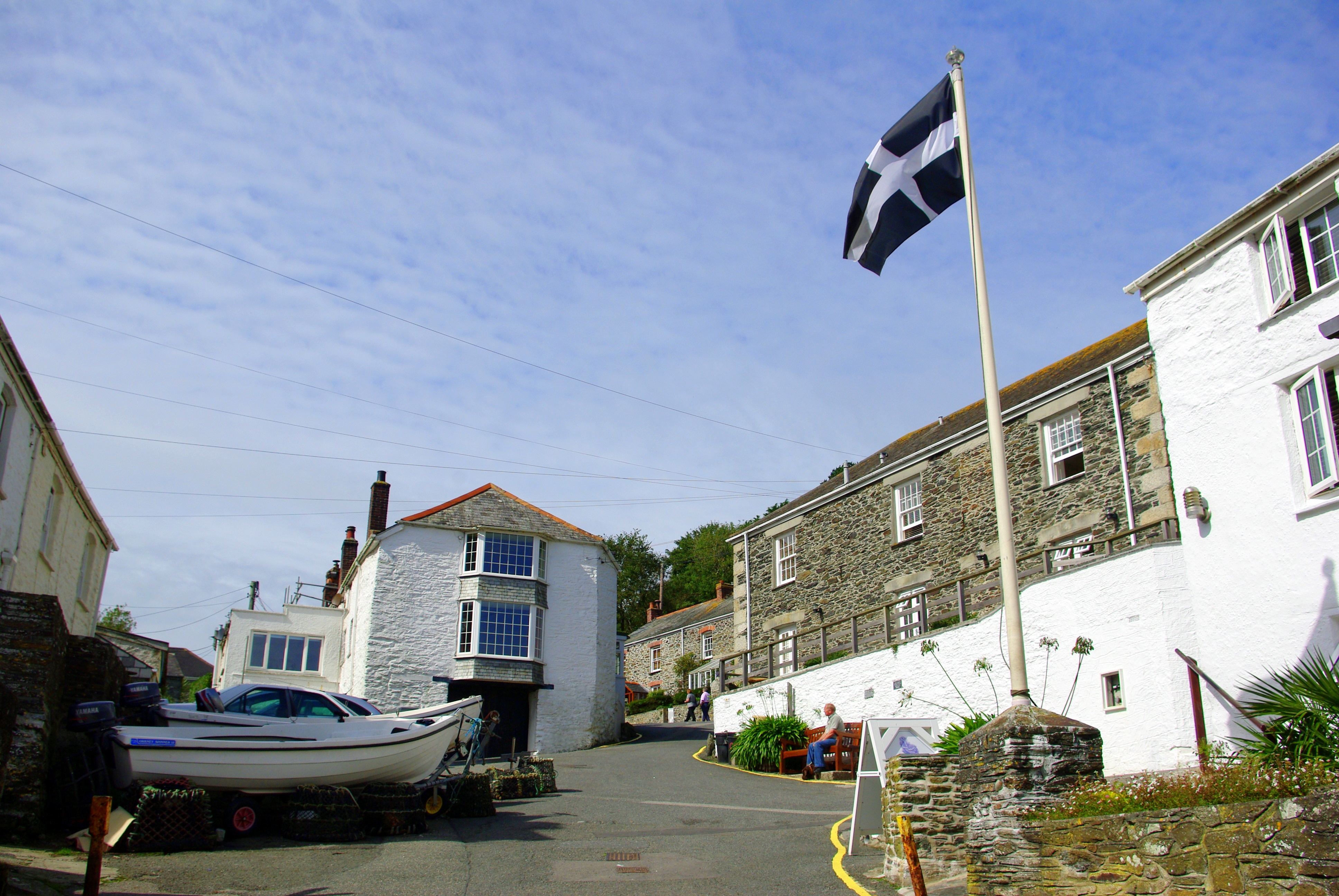
De vlag hijsen in Portloe
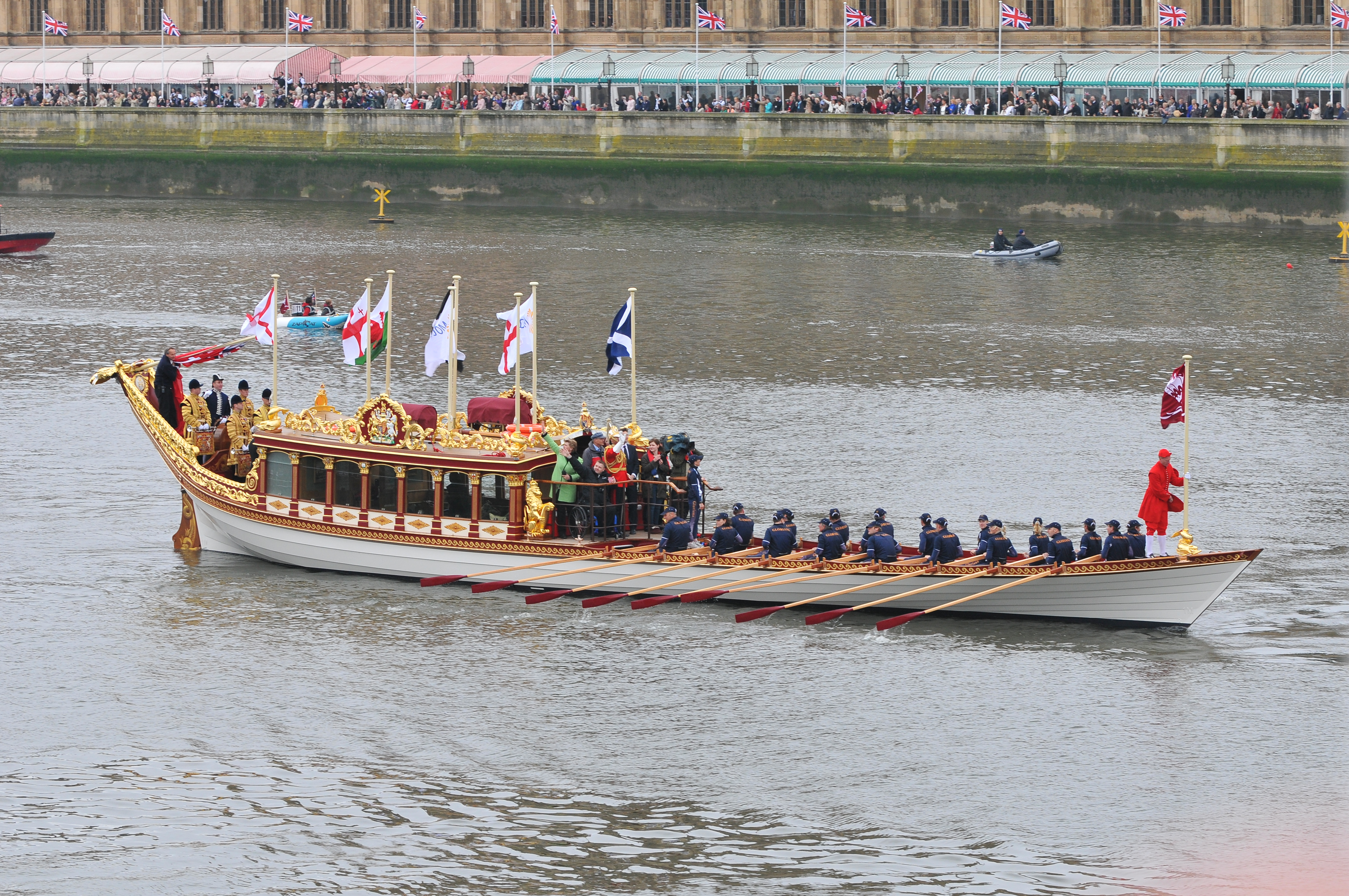
Vlag van Saint Piran op een koninklijke schuit (midden; grotendeels bedekt)

## Oorsprong en vroeg gebruik
De werkelijke oorsprong en het vroege gebruik van de vlag is onduidelijk, hoewel er talloze theorieën bestaan.
Over het algemeen wordt aangenomen dat Saint Piran in Ierland of Wales is geboren en van daaruit naar Cornwall is gekomen. Of en hoe hij het motief van deze vlag heeft gebruikt is niet bewezen.
Er wordt beweerd dat de vlag al voor 1188 werd gebruikt tijdens de kruistochten. Verder beschrijft de Encyclopædia Britannica een gebruik van de vlag door de Cornisch divisie tijdens de Slag bij Azincourt in 1415. In zijn vierdelige werk, The Parochial History of Cornwall (1838), stelt de Cornisch schrijver, ingenieur en politicus Davies Gilbert.
een wit kruis op een zwarte achtergrond, dat vroeger het vaandel van St.-Perran en het vaandel van Cornwall was; waarschijnlijk een verwijzing naar het zwarte erts en het witte metaal tin
Hij liet echter geen verslag van zijn onderzoek achter en verwees alleen naar zijn geheugen.
De eerste afbeelding van de vlag als Cornisch symbool staat in een raam in Westminster Abbey in Londen. Het werd in 1888 onthuld ter nagedachtenis aan de Cornisch uitvinder en ingenieur Richard Trevithick. Het raam toont bovenaan Michaël en daaronder negen Cornisch heiligen in rijen: Piran, Petroc, Pinnock, Germanus, Julianus, Cyriacus, Constantijn, Nonna en Geraint. Het hoofd van Piran lijkt Trevithick voor te stellen en de figuur draagt de vlag van Saint Piran.
Sommige bronnen suggereren een verband tussen de vlag die wordt toegeschreven aan Sint-Piran en de oude vlag van Bretagne. Het is de kleurenomkering van de vlag van Sint-Piran. Beide lijken ook op de vlag van de Welshe beschermheilige David, die een geel kruis op een zwarte achtergrond toont. Over het algemeen wordt aangenomen dat er nauwe historische banden zijn tussen Bretagne, Wales en Cornwall vanwege de Keltische bevolking.

Wapen van het leger van het hertogdom Bretagne (cf. Kroaz Du)
De Welshe vlag van St.-David

Sommige familiewapens uit Bretagne en andere regio's van het huidige Frankrijk hebben ook een wit kruis op een zwarte achtergrond als basismotief. Concrete verbanden tussen Saint Piran, de aan hem toegeschreven vlag en de wapenschilden van het Europese vasteland die op deze vlag lijken, zijn echter onzeker. Sommige Cornisch familiewapens zouden met Cornisch migranten van hogere rang in het 1e of 2e millennium n.Chr. mee gereisd kunnen zijn naar wat nu Frankrijk is. AD naar wat nu Frankrijk is. De achternaam Saint Peran uit Bretagne, wiens wapen in de 15e eeuw een wit kruis op een zwarte achtergrond afbeeldt, kan worden gebruikt om werkelijke of vermeende verwijzingen naar Saint Piran vast te stellen, die ongeveer 1000 jaar eerder in Cornwall leefde.

### Soortgelijke familiewapens uit Bretagne en andere regio's van het huidige Frankrijk
In de 15e eeuw na Christus werd in het wapen van de Bretonse familie Saint-Peran een wit kruis pattée op een zwarte achtergrond afgebeeld.
- Saint Peran of Saint Pezran uit Bretagne (uit Glomel, in Cornouaille); beschrijving: "sable a cross patée argent".

Sommige andere familiewapens uit Bretagne en andere regio's in het huidige Frankrijk lijken ook erg op de vlag van Saint Piran:
- Geoffroy le Borgne uit Bretagne; beschrijving: "de sable à croix d'argent".
- Brunet de la Besse uit de Périgord (tegenwoordig Zuidwest-Frankrijk); beschrijving: "D'azur, à la croix d'argent".
- Wapen van de Arnèke-familie uit het huidige noordoosten van Frankrijk in de buurt van Duinkerke
- Rouvroy de Saint-Simon uit Picardië (het huidige noordoosten van Frankrijk); beschrijving: "De sable à la croix d'argent chargée de cinq coquilles".

Wapen van de familie Saint-Peran (Bretagne)
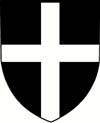
Wappen van Geoffroy le Borgne (Bretagne)
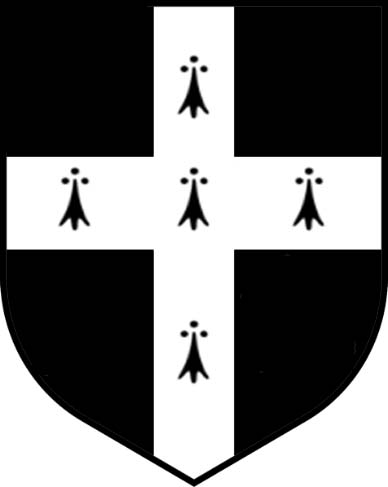
Wapen van de familie Arneke (tegenwoordig Noordoost-Frankrijk)
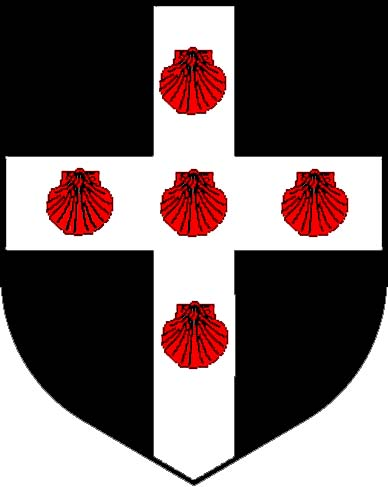
Wapen van Rouvroy de Saint-Simon (Picardië)

### Afbakening van de vlag van het hertogdom Cornwall
De vlag van Saint Piran symboliseert niet het hertogdom Cornwall, dat wordt beschouwd als een bezitting van de Britse monarchie en niet identiek is aan het schiereiland en graafschap Cornwall. Het hertogdom Cornwall heeft de volgende vlag:

Vlag van het hertogdom Cornwall

Civil parishes in het ceremoniële graafschap Cornwall:

Advent · 
Altarnun · 
Antony · 
Blisland · 
Boconnoc · 
Bodmin · 
Botusfleming · 
Boyton · 
Breage · 
Broadoak · 
Bryher · 
Bude-Stratton · 
Budock · 
Callington · 
Calstock · 
Camborne · 
Camelford · 
Cardinham · 
Carharrack · 
Carn Brea · 
Chacewater · 
Colan · 
Constantine · 
Crantock · 
Crowan · 
Cubert · 
Cuby · 
Cury · 
Davidstow · 
Deviock · 
Dobwalls and Trewidland · 
Duloe · 
Egloshayle · 
Egloskerry · 
Falmouth · 
Feock · 
Forrabury and Minster · 
Fowey · 
Germoe · 
Gerrans · 
Grade-Ruan · 
Grampound with Creed · 
Gunwalloe · 
Gweek · 
Gwennap · 
Gwinear-Gwithian · 
Hayle · 
Helland · 
Helston · 
Illogan · 
Jacobstow · 
Kea · 
Kenwyn · 
Kilkhampton · 
Ladock · 
Landewednack · 
Landrake with St. Erney · 
Landulph · 
Laneast · 
Lanhydrock · 
Lanivet · 
Lanlivery · 
Lanner · 
Lanreath · 
Lansallos · 
Lanteglos · 
Launcells · 
Launceston · 
Lawhitton Rural · 
Lesnewth · 
Lewannick · 
Lezant · 
Linkinhorne · 
Liskeard · 
Looe · 
Lostwithiel · 
Ludgvan · 
Luxulyan · 
Mabe · 
Madron · 
Maker-with-Rame · 
Manaccan · 
Marazion · 
Marhamchurch · 
Mawgan-in-Meneage · 
Mawgan-in-Pydar · 
Mawnan · 
Menheniot · 
Mevagissey · 
Michaelstow · 
Millbrook · 
Morvah · 
Morval · 
Morwenstow · 
Mullion · 
Mylor · 
Newquay · 
North Hill · 
North Petherwin · 
North Tamerton · 
Otterham · 
Padstow · 
Paul · 
Pelynt · 
Penryn · 
Penzance · 
Perranarworthal · 
Perranuthnoe · 
Perranzabuloe · 
Philleigh · 
Pillaton · 
Porthleven · 
Portreath · 
Poundstock · 
Probus · 
Quethiock · 
Redruth · 
Roche · 
Ruanlanihorne · 
Saltash · 
Sancreed · 
Sennen · 
Sheviock · 
Sithney · 
South Hill · 
South Petherwin · 
St. Agnes (Scilly-eilanden) · 
St. Agnes (Cornwall) · 
St Allen · 
St. Anthony-in-Meneage · 
St. Blaise · 
St. Breock · 
St. Breward · 
St. Buryan · 
St. Cleer · 
St. Clement · 
St. Clether · 
St. Columb Major · 
St. Day · 
St. Dennis · 
St. Dominick · 
St. Endellion · 
St. Enoder · 
St. Erme · 
St Erth · 
St. Ervan · 
St. Eval · 
St. Ewe · 
St. Gennys · 
St Germans · 
St. Gluvias · 
St. Goran · 
St. Hilary · 
St Issey · 
St Ive · 
St Ives · 
St John · 
St. Juliot · 
St Just · 
St. Just-in-Roseland · 
St Keverne · 
St Kew · 
St. Keyne · 
St Levan · 
St. Mabyn · 
St. Martin-by-Looe · 
St Martin-in-Meneage · 
St. Martin's · 
St. Mary's · 
St. Mellion · 
St Merryn · 
St Mewan · 
St. Michael Caerhays · 
St. Michael Penkevil · 
St Michael's Mount · 
St. Minver Highlands · 
St. Minver Lowlands · 
St Neot · 
St. Newlyn East · 
St. Pinnock · 
St. Sampson · 
St Stephen-in-Brannel · 
St. Stephens by Launceston Rural · 
St. Teath · 
St. Thomas the Apostle Rural · 
St Tudy · 
St Veep · 
St. Wenn · 
St Winnow · 
Stithians · 
Stokeclimsland · 
Tintagel · 
Torpoint · 
Towednack · 
Tregoney · 
Tremaine · 
Treneglos · 
Tresco · 
Tresmeer · 
Trevalga · 
Treverbyn · 
Trewen · 
Truro · 
Tywardreath and Par · 
Veryan · 
Wadebridge · 
Warbstow · 
Warleggan · 
Week St. Mary · 
Wendron · 
Werrington · 
Whitstone · 
Withiel · 
Zennor
Rijksstad Aken · Anhalt · Baden · Bataafse Republiek · Koninkrijk der Beide Siciliën · Koninkrijk Beieren · Groothertogdom Berg · Hertogdom Bourgondië · Brunswijk · Cornwall · Koninkrijk Dalmatië · Vrije Stad Danzig · Duitse Democratische Republiek · Duitse Rijk · Deutschösterreich · Engelse Gemenebest · Koninkrijk Etrurië · Vrijstaat Fiume · Republiek Gumuljina · Koninkrijk Hannover · Hanze · Heilige Roomse Rijk · Herceg-Bosna · Hessen-Darmstadt · Hessen-Kassel · Hessen-Homburg · Volksstaat Hessen · Idel-Oeral Staat · Joegoslavië · Kerkelijke Staat · Koeban · Koerland · Republiek Krakau · Lucca · Prinsbisdom Luik · Luikse Republiek · Mecklenburg-Schwerin · Mecklenburg-Strelitz · Memelland · Midden-Litouwen · Nazi-Duitsland · Neutraal Moresnet · Occitanië · Oldenburg · Oost-Roemelië · Oostenrijk-Hongarije · Ottomaanse Rijk · Parthenopeïsche Republiek · Pommeren · Pruisen · Republiek Ragusa · Reuss jongere linie · Reuss oudere linie · Volksstaat Reuss · Rijnprovincie · Protectoraat Saarland · Saksen · Saksen-Altenburg · Saksen-Coburg en Gotha · Saksen-Hildburghausen · Saksen-Meiningen · Savoie · Servië en Montenegro · Sovjet-Unie · Transkaukasische Socialistische Federatieve Sovjetrepubliek · Tsjecho-Slowakije · Unie van Kalmar · Republiek Venetië · Waldeck-Pyrmont · Westfalen · Weimarrepubliek · Württemberg ·  Republiek der Zeven Verenigde Nederlanden (1572-1795) · Republiek der Zeven Verenigde Nederlanden (1650-1795)